# Tavares (Florida)
Tavares es una ciudad ubicada en el condado de Lake en el estado estadounidense de Florida. En el Censo de 2010 tenía una población de 13.951 habitantes y una densidad poblacional de 492,41 personas por km².

## Geografía
Tavares se encuentra ubicada en las coordenadas 28°47′48″N 81°44′22″O / 28.79667, -81.73944. Según la Oficina del Censo de los Estados Unidos, Tavares tiene una superficie total de 28.33 km², de la cual 24.61 km² corresponden a tierra firme y (13.14%) 3.72 km² es agua.

## Demografía
Según el censo de 2010, había 13.951 personas residiendo en Tavares. La densidad de población era de 492,41 hab./km². De los 13.951 habitantes, Tavares estaba compuesto por el 84.34% blancos, el 10.18% eran afroamericanos, el 0.37% eran amerindios, el 1.7% eran asiáticos, el 0.05% eran isleños del Pacífico, el 1.61% eran de otras razas y el 1.76% pertenecían a dos o más razas. Del total de la población el 7.76% eran hispanos o latinos de cualquier raza.